# Вардан Аревелці
Вардан Аревелці (вірм. Վարդան Արևելցի — Вардан Великий; близько 1198, Гандзак, Кілікія — 1271, Хор Вірап) — вірменський історик, географ, філософ, мовознавець, перекладач, педагог і церковно-громадський діяч.

## Біографія

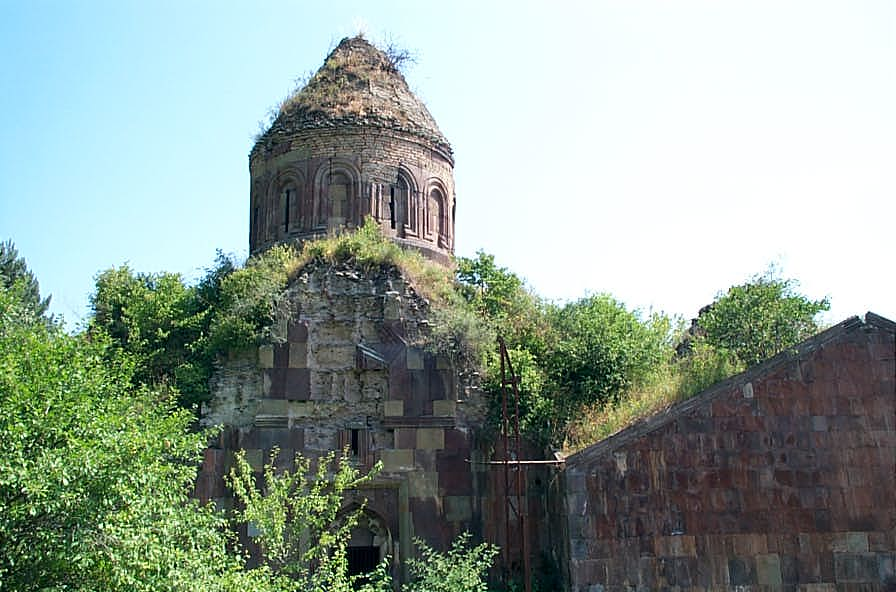
Монастир Хоранашат

Народився в Кілікії. Початкову освіту отримав на батьківщині і в монастирі Нор Тик, де був учнем Мхітара Гоша. Після цього продовжив навчання в монастирі Хоранашат в Тавуші у Ванакана Вардапета, де удосконалювався в граматиці, богослов'ї і книжковій справі. Крім рідної мови також володів грецькою, сирійською, перською мовами, а також івритом та латиною. Після отримання ступеня вардапета (архімандрита), а з 1235 року також рабунапета розвивав бурхливу науково-дослідну діяльність. Заснував школу монастиря св. Андрія в Каєнаберді, де займався викладацькою діяльністю протягом 1235—1239 і 1252—1255 років. У 1239 році вирушив у Єрусалим. Після повернення на запрошення царя Хетума I відвідав Кілікію. Тут він був наближеним до двору і католикосату. Брав участь у національно-церковному соборі Сіса 1243 року, канони якого далі привіз в різні регіони власне Вірменії. У 1248 році знову відвідав Кілікію, брав участь у суспільно-політичному житті кілікійської вірменської держави, боротьбі проти експансіоністської політики Візантії і Ватикану. За дорученням католикоса Констандина I Бардзрабердці написав послання до народу Східної Вірменії. Брав участь у церковному соборі Сіса 1251 року. У тому ж році повернувся до Вірменії, відновив викладацьку діяльність, організував синоди в Ахпаті і Дзагавані. У 1255 році заснував школу в Хор Вірапі, де ввів навчання античної філософії, логіки, граматики тощо. Тут його учнями були великі середньовічні культурні діячі Геворг Скевраці, Ованес Ерзнкаці, Нерсес Мшеці, Єсаї Нчеці, Григор Балуєці, Григор Бджнеці та інші. В 1264 році вирушив у Тебриз, де вів переговори з монгольським володарем Хулагу, отримавши від останнього особливі доручення про збори податків у Вірменії. Помер у Хор Вірапі, де і похований.

## Праці
Вардан Аревелці залишив багату наукову та літературну спадщину — близько 120 творів. Його «Тлумачення псалтиря», «Тлумачення двадцяти пророків», «Тлумачення пісня пісень Григора Нарекаці», «Тлумачення Даниїла» та інші розглядають різні шари світогляду часу, містять багаті відомості про середньовічну історію вірменського народу, соціально-економічні відносини, побут і культурне життя.
У 1248 році переклав «Хроніку» Михайла Сирійця.

### «Загальна історія»

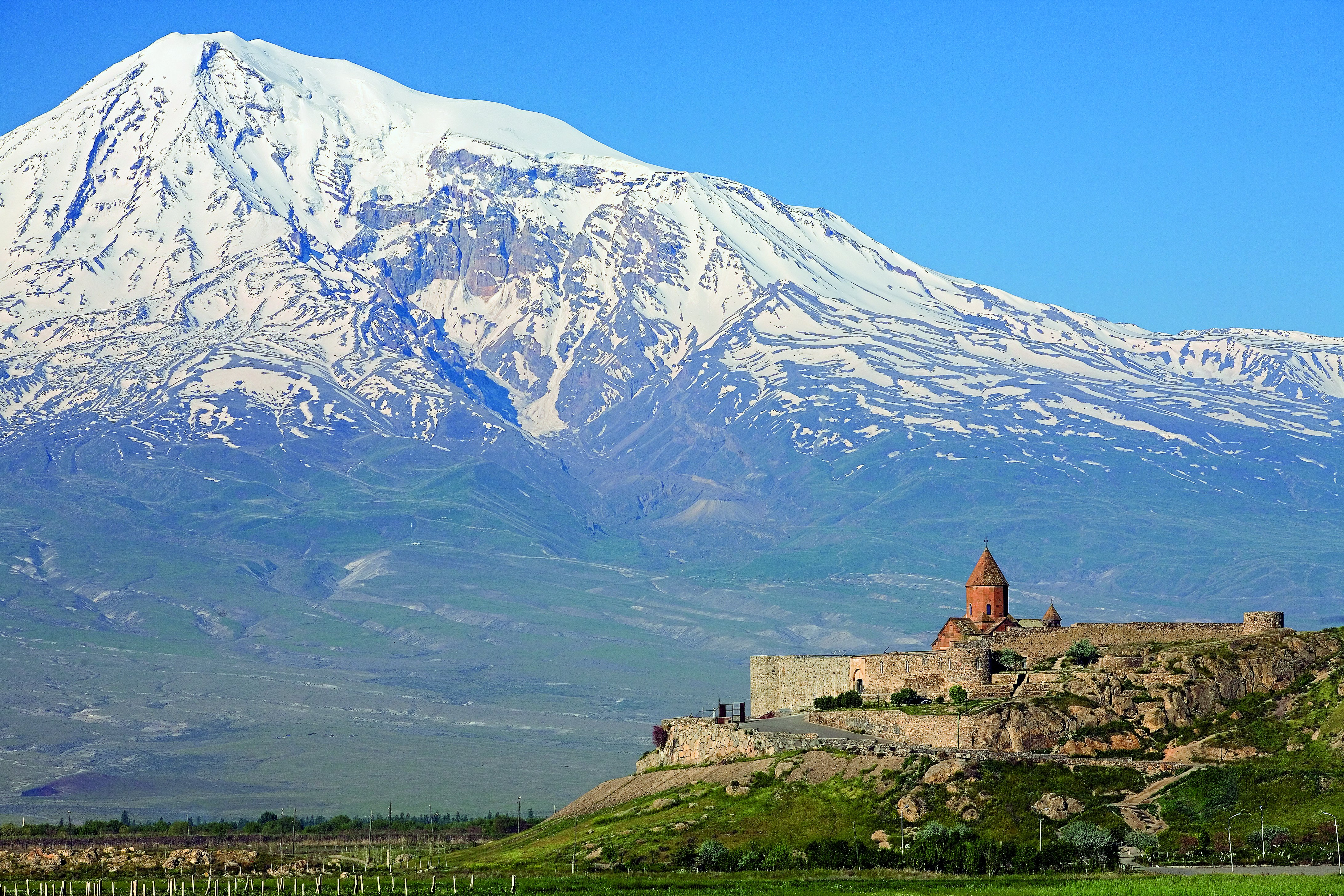
Монастир Хор Вірап, де Аревелці заснував вищу школу і написав «Загальну історію»

Головною працею Вардана Аревелці є його «Загальна історія», яка стала новою спробою у вірменській історіографії написати загальну історію Вірменії. Вона складається з «Передмови» і 100 глав. Написана в Хор Вірапі. Зміст починається від опису легендарного будівництва Вавилонської вежі, битви між Гайком та Белом і сягає до 1267 року, часу смерті вірменського католикоса Костандина I Бардзрабердци. В «Історії» політичні, економічні, релігійні та культурні події в житті вірменського народу подані паралельно з історією сусідніх країн. В якості першоджерел Вардан Аревелці використовував твори Євсевія Кесарійського, Корюна, Мовсеса Хоренаци, Матеоса Урхаеці, Кіракоса Гандзакеці, Ованеса Тавушеці та інших, а також написи, документи тощо. Особливо важливі відомості відносяться до XIII століття — часу життя автора, хоча починаючи з XI століття виклад збагачується численними новими повідомленнями не висвітленими в інших джерелах. «Історія» є вкрай важливим джерелом про татаро-монгольські походи в Закавказзя, їх податкову політику, Хулагуїдську державу, вірмено-монгольські взаємовідносини.
Вперше була видана М. Еміном в 1861 році. У тому ж році Еміном був зроблений російський переклад «Історії». Фрагменти були перекладені французькою (Е. Дюлоріє — 1860, В. Мюллер — 1927) і турецькою (Р. Андреасян — 1937) мовами.